# Matha, Magadi
Matha là một làng thuộc tehsil Magadi, huyện Ramanagara, bang Karnataka, Ấn Độ.